# Rario
Rario (Ράριον πεδίον) era un terreno che si trovava a Eleusi, e si supponeva fosse la prima porzione di terra dedicata alla coltivazione del grano dopo che Demetra aveva insegnato l'agricoltura all'umanità tramite Trittolemo. Questo luogo era associato ai Misteri di Eleusi.
Demetra aveva come soprannome Rharias per il campo, o per il suo mitico eponimo Raro. (Ρᾶρος)